# レグ・ディーン
トーマス・レジナルド・レグ・ディーン （Thomas Reginald Reg Dean、1902年11月4日 - 2013年1月5日）は、ヨーロッパで2番目に高齢で、イギリス国内での1902年生まれの男性最後の生き残りであったイギリスのスーパーセンテナリアン。クロード・チョールズの死去以来、イングランドで最も古いイギリス人男性であった。
1902年11月4日、スタッフォードシャーのタンストールで生まれた。1920年代から牧師として働き、戦後は1947年に移住した後に教育者となった。人生で3回結婚し、1回の結婚は妻の死で終わり、他の2回は離婚で終わった。彼には一人の息子、クリストファー・ディーンがいた。
2013年1月5日、ロンドンで死去。110歳62日。